# 勝井祐二
勝井 祐二（かつい ゆうじ、1964年9月19日 - ）は、日本のエレクトリック・ヴァイオリン奏者。北海道釧路市出身。北海道札幌南高等学校、文化学院卒業。インディーズレーベル「まぼろしの世界」主宰。

## 略歴
ROVO、ボンデージ・フルーツ、渋さ知らズ、DEMI SEMI QUAVER、カルメン・マキ&サラマンドラ、Vincent Atmics、PERE-FURU、TWIN TAILなど、多くのバンドにエレクトリック・ヴァイオリン奏者として参加。UA、フルカワミキ、佳村萌などのバックも務める。日本の即興音楽における数少ないエレクトリック・ヴァイオリン奏者。
幼少期より10年間、クラシック・ヴァイオリンのレッスンを受ける。高校時代よりバンド活動を開始。当初はヴァイオリニストではなくベーシスト。ザ・コントーションズ等に影響を受け、パンク/ニュー・ウェイヴ・バンド「デフォルメ」を結成。2枚の7inchレコード、数本のカセットテープ、ヴィデオを発表するなど、札幌を中心に活動する（後に鬼怒無月、植村昌弘と結成する「デフォルメ」とは異なる）。高校卒業後、上京。文化学院にて現代詩を学ぶ。
御茶ノ水の楽器屋街を歩いている際にエレクトリック・ヴァイオリンと遭遇。それが全てのきっかけとなる。漫画家堀内三佳の作品『ぐっちすごろく』『夫すごろく』に度々登場している。
1995年、映画『プ』の音楽を担当。

## 作品

### 映画
- プ（1995年）
- 沖縄スパイ戦史（2018年）

### テレビドラマ
- 詐欺の子（2019年）